# Gekokujō
Gekokujō (下克上, también 下剋上) es un término japonés que significa "derrocar o superar a los superiores". Se traduce de varias maneras como "los inferiores dominan a los superiores" o "lo bajo vence a lo alto".

## Historia
En el contexto de la tradición confuciana, el Gekokujō es una especie de "gobierno desde abajo" que es tolerado; y un "gobierno de hombres" que se contrasta con un "gobierno de leyes".
El Gekokujō se hizo frecuente durante el período Sengoku, comenzando con la Guerra de Ōnin cuando el poder del shogunato Muromachi terminó en una lucha de facciones y la quema de Kioto. Sin el imprimátur del shogunato, los daimyō provinciales eran vulnerables a ser derrocados por fuerzas tanto externas como internas. Durante este período, los vasallos traicionaron a sus señores y, a su vez, estuvieron en peligro de ser derrocados desde abajo. Los clérigos y los campesinos a veces formaron ikkō-ikki en rebelión contra los daimyo y lograron, por un tiempo, establecer reinos independientes.
Los siglos posteriores utilizaron el concepto de gekokujō como justificación para que los oficiales militares de nivel medio y bajo se involucraran en una desobediencia de principios si estaban motivados por principios morales. Esto sucedió en Manchuria y Tokio varias veces durante la década de 1930. Los oficiales del ejército participaron en ataques provocativos en Manchuria en un intento de crear una justificación para apoderarse del territorio de China. En Japón, los oficiales militares ultranacionalistas lideraron oleadas de asesinatos contra líderes políticos y empresariales para "purificar" a la sociedad japonesa de las influencias corporativas y de partidos políticos que creían que impedían que Japón lograra el lugar que le correspondía entre las naciones a través de la expansión asiática.
Los episodios más espectaculares fueron el Incidente del 15 de mayo (1932) en el que oficiales de la marina de guerra y cadetes del ejército asesinaron al Primer Ministro Inukai Tsuyoshi y el Incidente del 26 de febrero (1936) que involucró a 1.500 tropas de Tokio en un golpe fallido. A pesar de los enjuiciamientos penales, en muchos de los incidentes, el testimonio de los acusados que declara sus motivos condujo a un amplio apoyo público y con frecuencia resultó en un castigo comparativamente leve. Si bien los líderes del Incidente del 26 de febrero fueron sometidos a juicios secretos rápidos y ejecuciones, el episodio es ampliamente visto como el último y más grave evento que condujo al colapso de la política de partidos y al dominio de los militares en los asuntos del gobierno japonés hasta el final de Segunda Guerra Mundial.

## En el arte
- El incidente del 26 de febrero se presenta de manera destacada como un ejemplo moderno de gekokujō en el cuento modernista "Patriotismo" de Yukio Mishima, y sirve como telón de fondo para los eventos de la narrativa.[4]
- Los elementos del gekokujō se pueden ver comúnmente en las obras de kyōgen, principalmente las protagonizadas por el personaje Tarō Kaja.